# Guðmundur Hermannsson
Guðmundur Kristján Hermannsson (ur. 28 lipca 1925 w Ísafjörður, zm. 15 czerwca 2003 w Fossvogur w regionie Höfuðborgarsvæðið) – islandzki lekkoatleta, kulomiot.
Podczas igrzysk olimpijskich w Meksyku (1968) zajął 16. miejsce w eliminacjach z wynikiem 17,35 i nie awansował do finału. Hermannsson pełnił na tych igrzyskach funkcję chorążego reprezentacji Islandii.
W 1967 został wybrany sportowcem roku Islandii.

## Rekordy życiowe
- Pchnięcie kulą  – 18,48 (1969)